# Scomber
Genre
Scomber est un genre de poissons de la famille des Scombridae.

## Liste des espèces
- Scomber australasicus Cuvier in Cuvier et Valenciennes, 1832 - maquereau tacheté
- Scomber colias Gmelin, 1789
- Scomber japonicus Houttuyn, 1782 - maquereau blanc, maquereau espagnol
- Scomber scombrus Linnaeus, 1758 - maquereau bleu, maquereau commun